# Hjularöds slott
Hjularöds slott är ett slott i Harlösa socken i Eslövs kommun.
Slottet omnämns för första gången 1391, under Horns krig ägdes slottet av Knud Gabrielsen som var dansk landsdomare i Halland. Svenskarna plundrade och brände slottet strax innan slaget vid Borst. Det nuvarande slottet byggdes 1894–1897. Det lät uppföras av kammarherren Hans Toll, med franska medeltidsslott som förebild, kanske framför allt Château de Pierrefonds som då nyligen renoverats och rönt stor uppmärksamhet. Det nya slottet ritades av arkitekterna Isak Gustaf Clason och Lars Israel Wahlman.
Slottet ägs sedan 1926 av familjen Bergengren och är inte öppet för allmänheten.

## Hjularöd i film och TV
Edvard Perssons debutfilm som både regissör och skådespelare, Studenterna på Tröstehult från 1924, spelades delvis in på Hjularöd där slottet fick fungera som det fiktiva slottet Tröstehult. 
Utomhusscener för julkalendern Mysteriet på Greveholm 1996 spelades in på slottets borggård liksom scener för uppföljaren Mysteriet på Greveholm – Grevens återkomst 2012. 

## Bilder

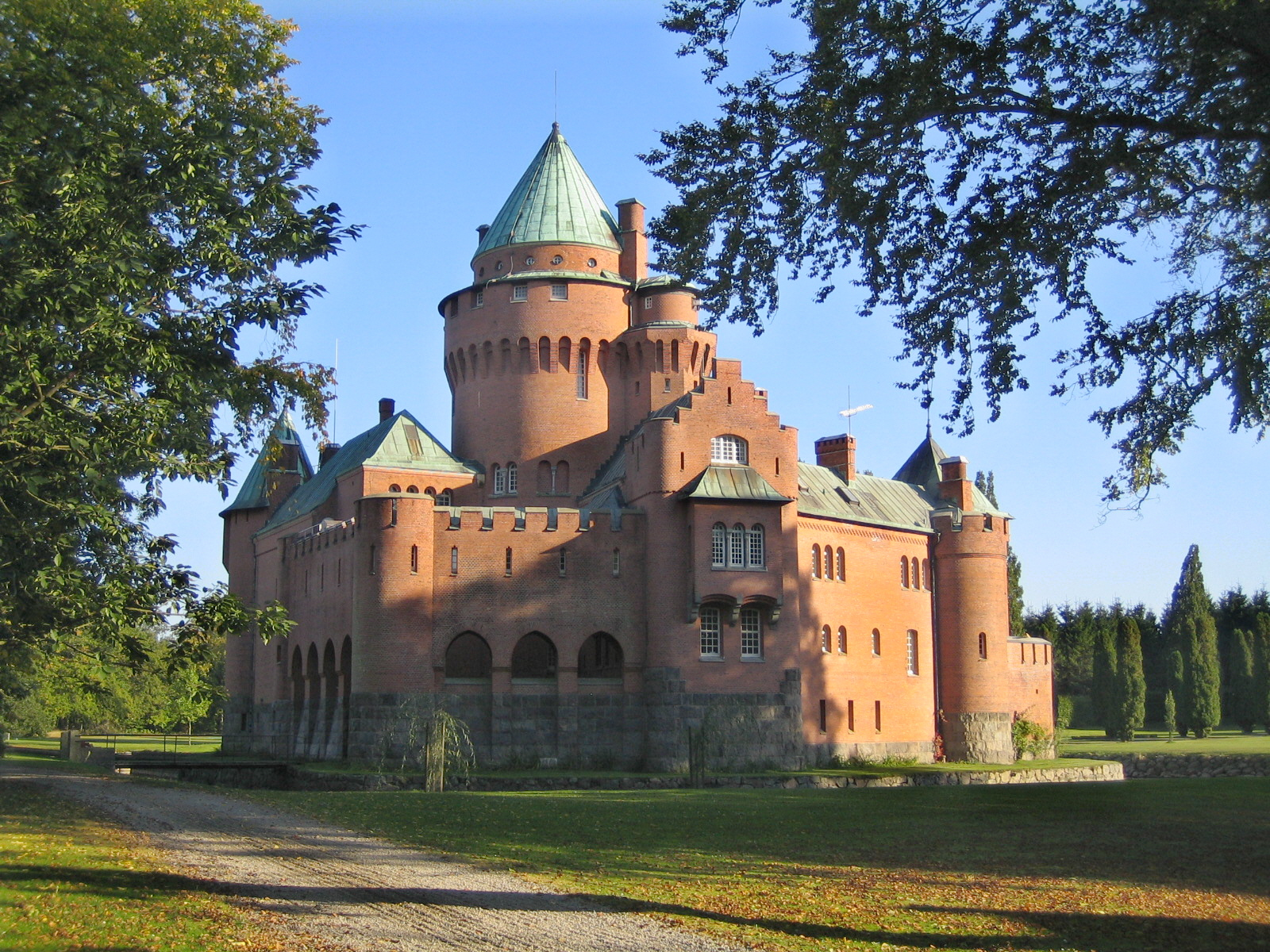
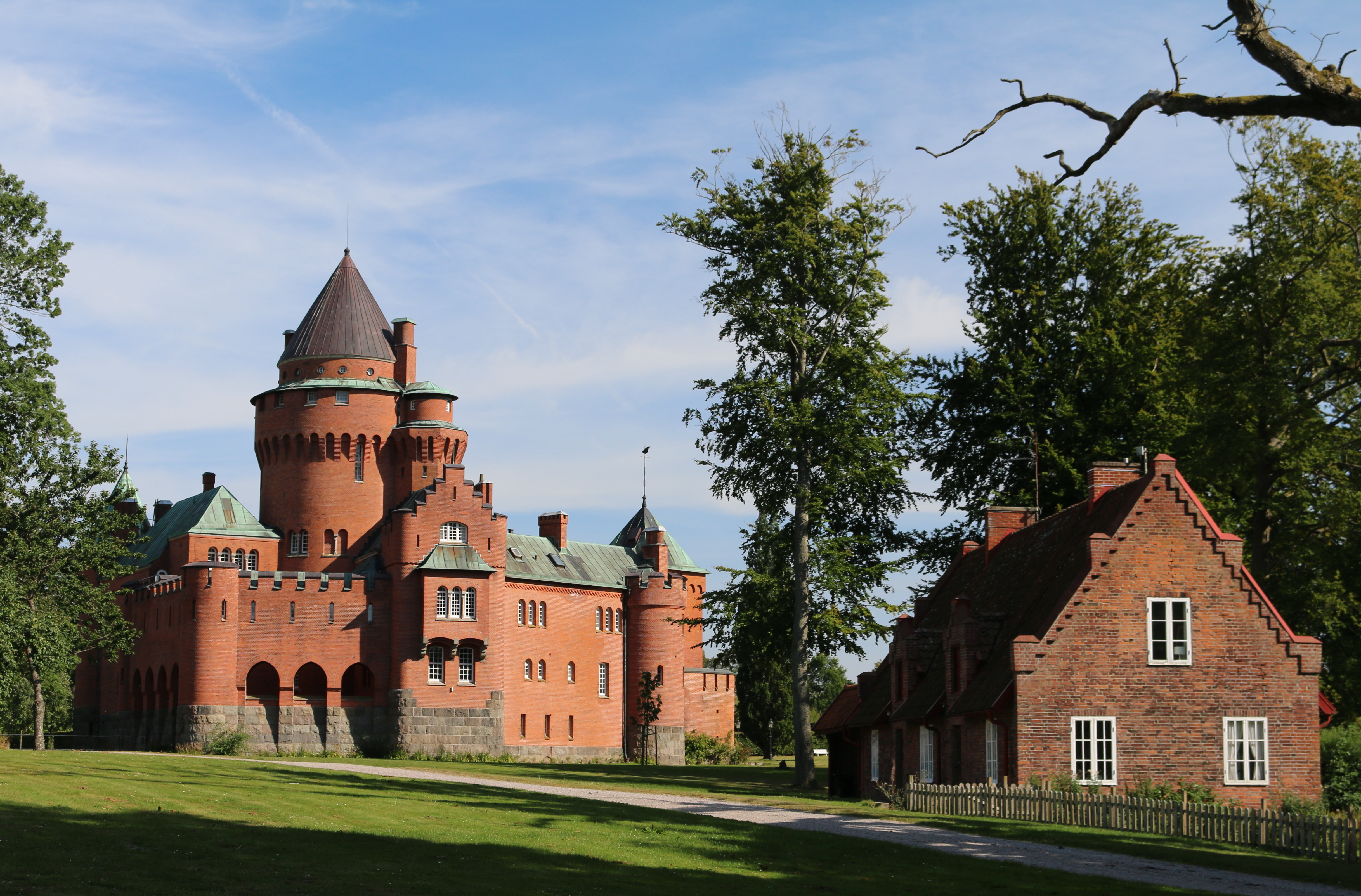
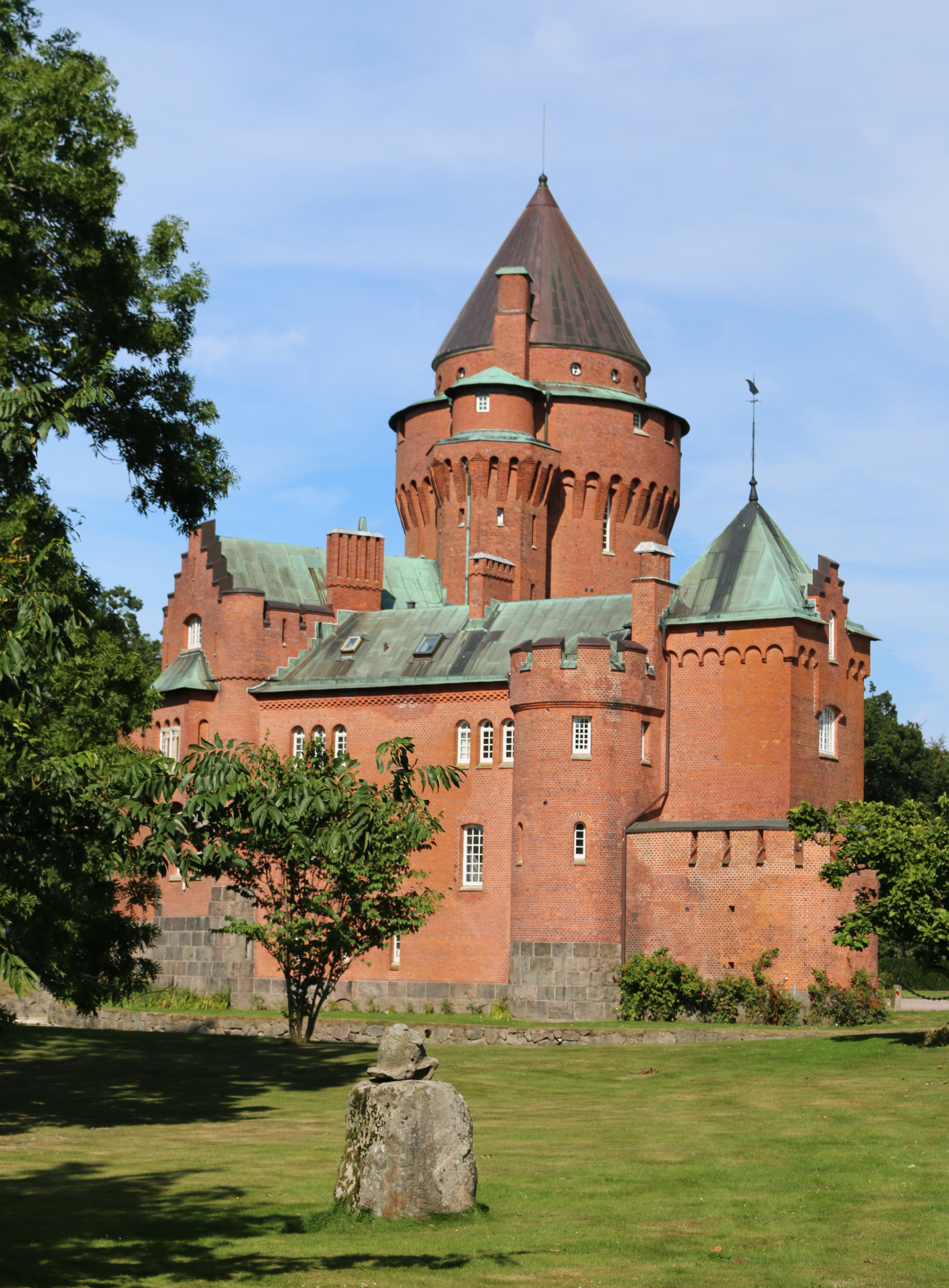